# محمدرضا ساکت
محمدرضا ساکت (متولد ۱۳۴۰ در اصفهان) از مدیران ورزشی ایران است که‌ از شهریور ۱۴۰۱ تا اسفند ۱۴۰۳ عضو هیئت‌رئیسه و نماینده باشگاه‌ها در فدراسیون فوتبال ایران بود.
وی از مرداد ۱۳۸۱ تا مرداد ۱۳۹۰ به مدت ۹ سال و برای بار دوم از سال ۱۳۹۹ تا ۱۴۰۲ به‌عنوان مدیرعامل باشگاه سپاهان اصفهان فعالیت می‌کرد. پس از کناره‌گیری ساکت در سال ۱۳۹۰، علیرضا رحیمی جانشین وی در باشگاه فوتبال سپاهان شد. سپس محمدرضا ساکت توسط اعضاء هیئت باشگاه فولاد ماهان به عنوان مدیرعامل جدید باشگاه فولاد ماهان اصفهان انتخاب شد. وی در تیر ۱۳۹۲ با حکم رئیس فدراسیون اسکواش، عضو هیئت رئیسه فدراسیون اسکواش شد. محمدرضا ساکت در حکمی از سوی رئیس فدراسیون فوتبال ایران، در خرداد ۱۳۹۵ به سمت مدیر تیم‌های ملی فوتبال ایران در تمامی رده‌های سنی منصوب شد. وی دبیرکل پیشین فدراسیون فوتبال ایران پس از علیرضا اسدی از تیر ماه ۱۳۹۶ تا ۱۵ آذر ۱۳۹۷ بود که به دلیل قانون منع به‌کارگیری بازنشستگان از این سمت استعفا داد. مهدی تاج به عنوان رئیس فدراسیون فوتبال، استعفای او را پذیرفت و ابراهیم شکوری را به سرپرستی دبیرکلی فدراسیون فوتبال منصوب و جایگزین وی کرد.

## دست‌آوردها در باشگاه فوتبال سپاهان
- لیگ برتر فوتبال ایران (۳): ۸۲–۱۳۸۱، ۸۹–۱۳۸۸، ۹۰–۱۳۸۹
- جام حذفی فوتبال ایران (۳): ۸۳–۱۳۸۲، ۸۵–۱۳۸۴، ۸۶–۱۳۸۵
- لیگ قهرمانان آسیا: ۲۰۰۷ (نایب قهرمانی)، صعود به مسابقات جام باشگاه‌های جهان